# Фридрих Карл фон Вюртемберг-Винентал
Фридрих Карл фон Вюртемберг-Винентал (на немски: Friedrich Karl, Friedrich Carl von Wuerttemberg-Winnental; * 12 септември 1652, Щутгарт; † 20 декември 1698, Щутгарт) е от 1677 г. херцог на новообразуваната линия Вюртемберг-Винентал и като опекун на херцог Еберхард Лудвиг регент на Херцогството Вюртемберг.

## Живот
Син е на херцог Еберхард III фон Вюртемберг (1614 – 1674) и първата му съпруга Анна Катарина Доротея фон Залм-Кирбург (1614 – 1655), вилд- и Рейнграфиня от Дом Салм.
На 27 ноември 1677 г. Фридрих Карл получава от император Леополд I главното опекунство над своя племенник Еберхард Лудвиг (син на по-големия му брат херцог Вилхелм Лудвиг) и така регентството на Херцогството Вюртемберг. Регентството му завършва на 22 януари 1693 г., когато Еберхард Лудвиг става пълнолетен. По време на неговото управление през 1686 г. се основава първата гимназия в Щутгарт.
Управлението му е под влиянието на Войната за Пфалцкото наследство. През есента 1688 г. Фридрих Карл с дванадесетгодишния Еберхард Лудвиг бягат в Нюрнберг. През септември 1692 г. Фридрих Карл е пленен от французите и закаран във Версай. Освободен е през 1693 г. Тогава Магдалена Сибила фон Хесен-Дармщат, майката на Еберхард Лудвиг, успява да накара императора да обяви преждевременно пълнолетието на нейния син. Фридрих Карл е обезпечен с голяма сума, а императорът го номинира на генерал-фелдмаршал.
Фридрих Карл се бие от 1694 г. на Горен Рейн при маркграф Лудвиг Вилхелм фон Баден-Баден и става главен командир на имперската войска по време на зимната квартира. От 1696 г. той се разболява. На 20 декември 1698 г. умира от сифилис.

## Фамилия
На 31 октомври 1682 г. Фридрих Карл се жени в Ансбах за Елеонора Юлиана фон Бранденбург-Ансбах (1663 – 1724), дъщеря на маркграф Албрехт II фон Бранденбург-Ансбах. Фридрих Карл има с Елеонора Юлиана децата:
- Карл Александер (1684 – 1737), херцог на Вюртемберг
- Доротея Шарлота (1685 – 1687)
- Фридрих Карл (1686 – 1693)
- Хайнрих Фридрих (1687 – 1734), генерал
- Максимилиан Емануел (1689 – 1709), приятел на шведския крал Карл XII
- Фридрих Лудвиг (1690 – 1734), генерал, убит в битка
- Христиана Шарлота (1694 – 1729), ∞ 1709 маркграф Вилхелм Фридрих фон Бранденбург-Ансбах (1685 – 1723)